# De profesión: polígamo
De profesión: polígamo es una película española de drama estrenada en 1975, dirigida por Angelino Fons y protagonizada por Manuel Summers en el papel principal.

## Sinopsis
Un hombre casado y con un hijo siente pasión y entusiasmo por todo lo que es puro y bello. Ello le provoca una obsesión enfermiza por las jóvenes menores de veinte años, de quienes piensa que todas son vírgenes. Su táctica es enamorarlas, casarse con ellas y abandonarlas después de la noche de bodas. Tras varios actos similares es apresado por la policía e internado en un psiquiátrico.

## Reparto
- Manuel Summers como David.
- Carmen de la Maza como Elena.
- África Pratt como Rosita.
- Maria Perschy como Luisa.
- Beatriz Galbó como María.
- Juan Sala como Carlos.
- José Orjas como Don Anselmo.
- Lola Gaos como Madre de María.
- Daniel Martín como Comisario.
- Emilio Fornet como	Don Antonio.
- Maribel Martín como Nieta de Don Antonio.
- Victoria Vera como Autoestopista.
- Luis Ciges como Padre de María.
- Jorge Nieto como Agente de modelos.
- Antonio del Real como Policía.
- Antonio Orengo como Sacerdote.
- Carmen Platero como Hortensia.
- Odile Pons
- Julio Tejela como Policía.
- Manuel Ayuso como Policía.
- Chumy Chúmez